# Jim Baen
James Patrick "Jim" Baen (Pensilvania, 22 de octubre de 1943 - 28 de junio de 2006) fue un editor estadounidense adscrito al género literario de la ciencia ficción. En 1984 fundó su propia casa editorial llamada Baen Books, especializada en los géneros de aventuras, fantasía, ciencia ficción militar y space opera.  A fines de 1999 fundó Webscriptions (renombrada como Baen Ebooks).
Baen fue el reemplazo de Judy-Lynn del Rey como editor de Galaxy Science Fiction en 1973; además, fue el susesor de Ejler Jakobsson en Galaxy e If en 1974. Mientras estuvo en Galaxy (que se fusionó con If en 1975) la revitalizó, publicando autores tales como Jerry Pournelle, Charles Sheffield, Joanna Russ, Spider Robinson, Algis Budrys y John Varley; además, fue nominado a varios Premios Hugo.